# Live from the Norva
Live from the Norva jest koncertowym albumem zespołu Chevelle. Został nagrany 23 maja 2003 w Norva Theatre w Norfolk w stanie Wirginia w USA.

## Lista utworów
1. "Family System"
2. "Forfeit"
3. "Send the Pain Below"
4. "Until You're Reformed"
5. "Sma"
6. "Mia"
7. "Point #1"
8. "Closure"
9. "Grab Thy Hand"
10. "An Evening with el Diablo"
11. "Comfortable Liar"
12. "Don't Fake This"
13. "The Red"
14. "Wonder What's Next"